# Illbyån

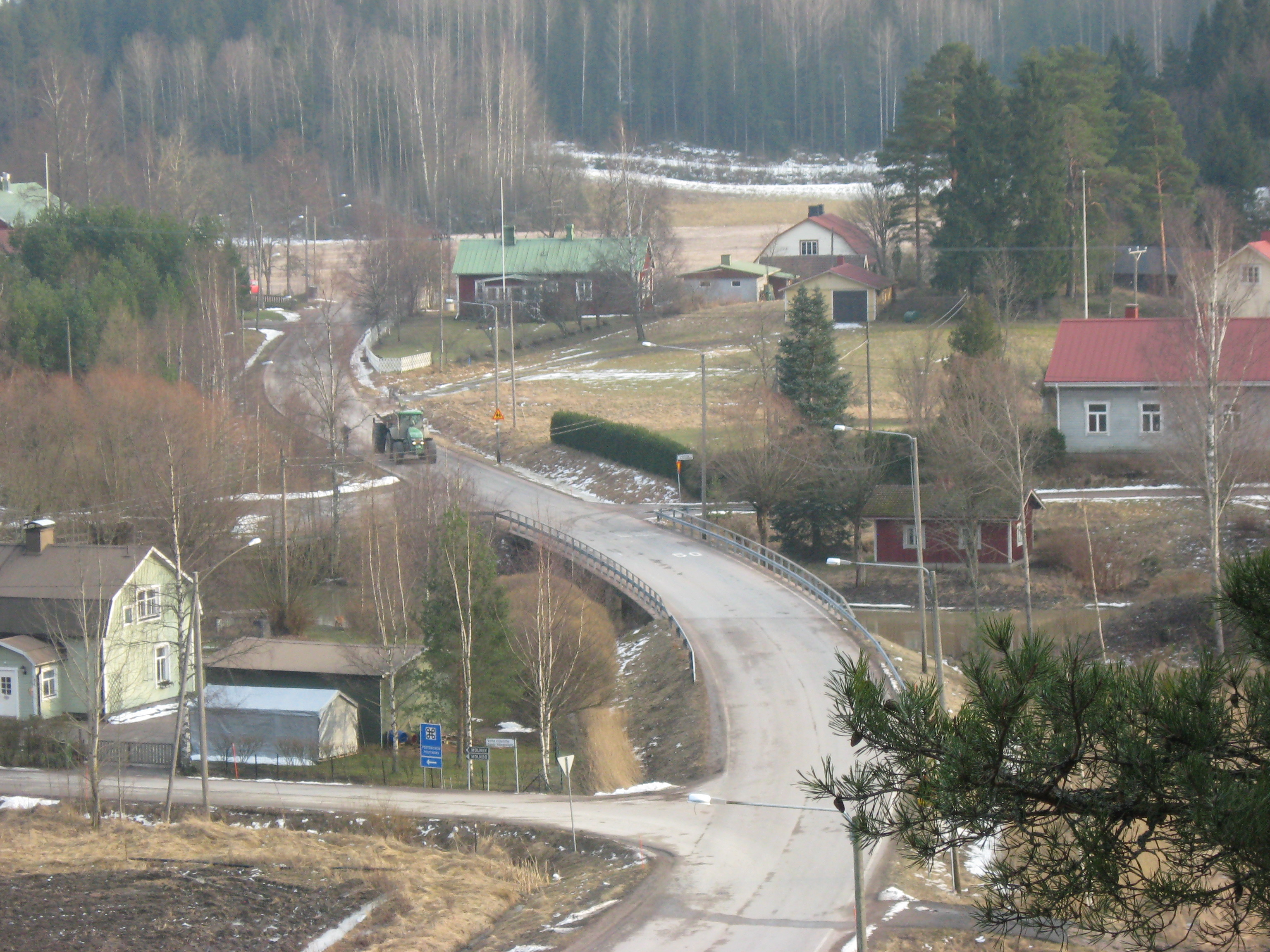
Illbyån och Postbacken i Illby.

Illbyån (finska: Ilolanjoki) är en å som flyter förbi Illby i Borgå kommun, Östra Nyland. Illbyån har sin början i sjön Järvelänjärvi och har utrinningsområde i Finska viken. Ån sträcker sig cirka 37 km, genom Askola och Borgå kommun, och dess avrinningsområde täcker en yta av ungefär 309 kvadratkilometer.